# دنیلو ولنت
دنیلو ولنت (اوکراینی: Данило Анатолійович Волинець؛ زادهٔ ۴ مهٔ ۲۰۰۲) بازیکن فوتبال اهل اوکراین است.
وی همچنین در تیم ملی فوتبال Ukraine U17 بازی کرده‌است.